# Klein Fullen
Klein Fullen liegt im westlichen Stadtgebiet von Meppen und hat fast 400 Einwohner auf einer Fläche von 15,02 km². Es liegt an der alten linksemsischen Handelsstraße, der sogenannten Friesischen Straße.
Nach Diepenbrock wird Fullen als vollun 854 erstmals urkundlich erwähnt. Nach einer bis 1970 gültigen Selbstverwaltung wurde Klein Fullen am 1. Juli 1970 mit den benachbarten Gemeinden Groß Fullen, Rühle und Versen zur Gemeinde Emslage zusammengelegt und bereits am 1. März 1974 in die nahe gelegene Kreisstadt Meppen (Landkreis Emsland) umgegliedert.
Ortsvorsteher ist Reiner Fübbeker.

## Herkunft des Namens
Fullen, alte Form: Vollen, bei Meppen kann mit dem althochdeutschen volo, Pferd, zusammenhängen, das schon in den Merseburger Zaubersprüchen enthalten ist („Do wart deme Balders volon sin fuoz birenkit“). Aber es ist auch denkbar, dass Vollen von fole (volde, valde) herzuleiten ist. Das bedeutet Hürde.

## Einwohnerentwicklung
| Jahr | Einwohner |
| ---- | --------- |
| 1821 | 307       |
| 1848 | 281       |
| 1871 | 280       |
| 1885 | 260       |
| 1905 | 279       |

| Jahr | Einwohner |
| ---- | --------- |
| 1925 | 305       |
| 1933 | 316       |
| 1939 | -         |
| 1946 | 408       |
| 1950 | 405       |

| Jahr | Einwohner |
| ---- | --------- |
| 1956 | 387       |
| 1961 | 406       |
| 1970 | 415       |
| 2005 | 401       |
| 2007 | 393       |

| Jahr | Einwohner |
| ---- | --------- |
| 2016 | 379       |
| 2021 | 351       |
| 2022 | 345       |

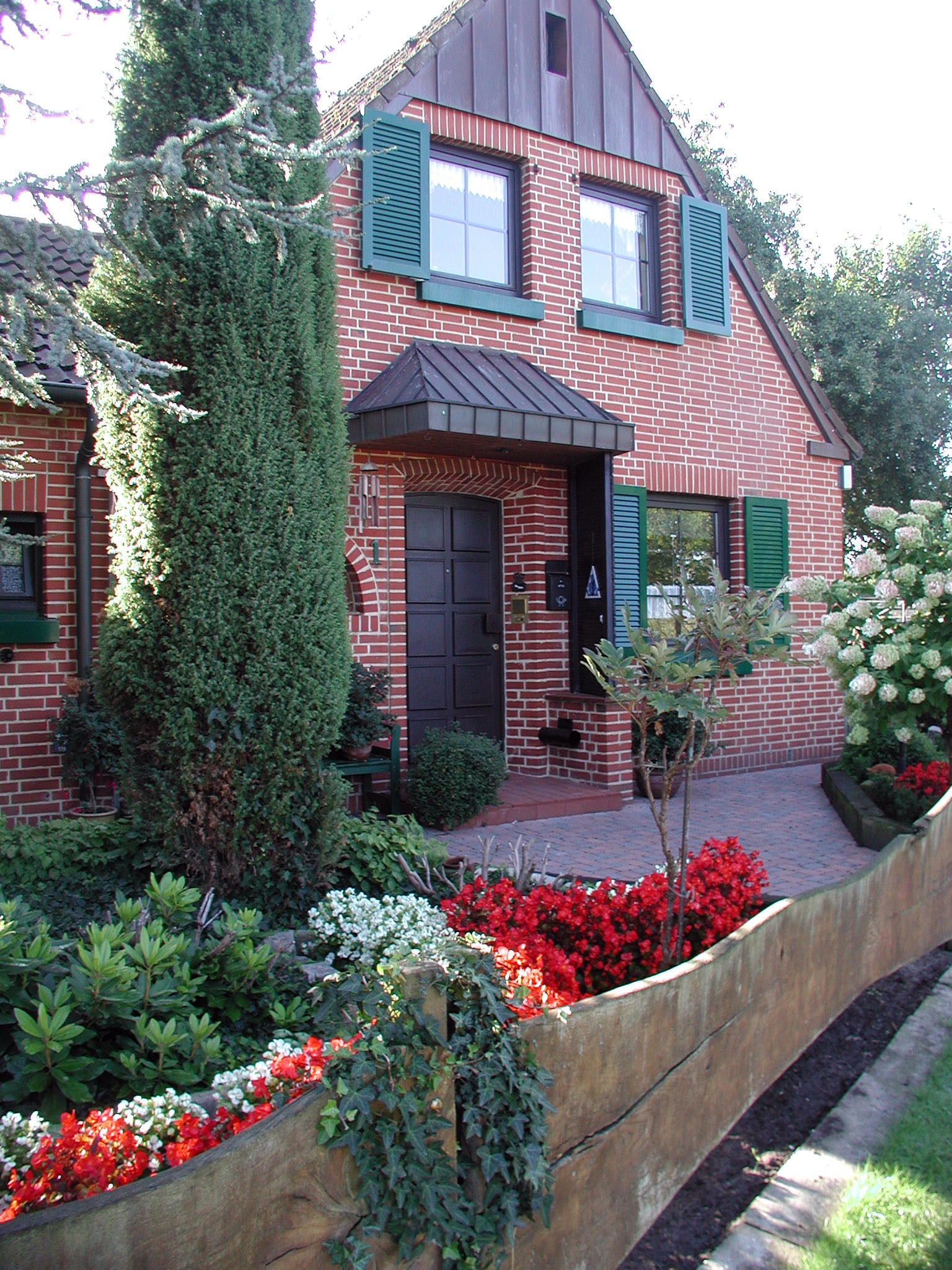
Klein-Fullen, Bauwerke
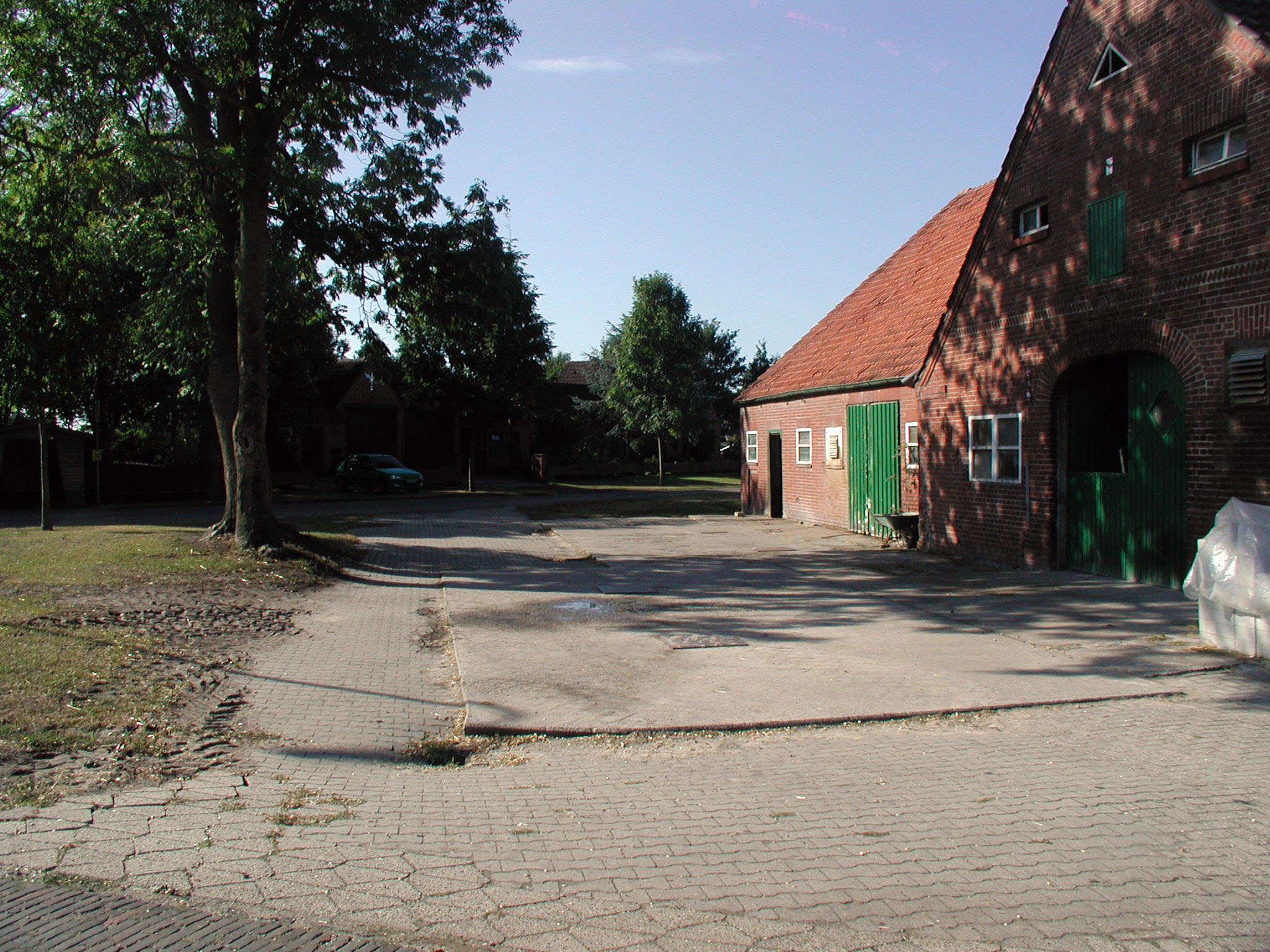
Klein-Fullen, Bauwerke